# Tyrannion
Tyrannion was een Romeins taalkundige en filosoof die leefde in de 1e eeuw v.Chr..
Tyrannion was afkomstig uit Pontus. Toen de Romeinen onder leiding van generaal Lucius Licinius Lucullus zijn geboortestreek onderwierpen, werd Tyrannion gevangengenomen en tot slaaf gemaakt. Later werd Tyrannion eigendom van de Romeinse staatsman Lucius Licinius Murena, die van hem uiteindelijk terug een vrij man maakte. Hij werd bevriend met Marcus Tullius Cicero en opende in diens huis een school. Door het geven van lessen in deze school verwierf hij grote rijkdommen, die hij aanwendde om een mooie bibliotheek uit te bouwen. Tyrannion was ook de eerste die het werk van Aristoteles publiceerde in Rome.
- Bibliothèque nationale de France: cb11997570z (data)
- Gemeinsame Normdatei: 11862489X
- International Standard Name Identifier: 0000 0001 4097 1651
- Library of Congress Control Number: no2011029847
- Nederlandse Thesaurus van Auteursnamen: 074132288
- Réseau des bibliothèques de Suisse occidentale: 02-A000164582
- Istituto Centrale per il Catalogo Unico: CFIV081769
- Système universitaire de documentation: 028066138
- Virtual International Authority File: 204641905